# Alfred Fouillée
Alfred Fouillée (La Pouëze, Maine i Loira, 1838 — Lió, 1912) va ser un filòsof francès classificat sovint dins del corrent positivista. Va ser elegit membre de l'Acadèmia de les Ciències Morals pels seus estudis sobre Plató i Aristòtil i va ser professor en diverses institucions.

## Obres
- L'Idée moderne du droit en Allemagne, en Angleterre et en France (Paris, 1878)
- La Science sociale contemporaine (1880)
- La Propriété sociale et la démocratie (1884)
- Critique des systèmes de morale contemporains (1883)
- La Morale, l'art et la religion d'après Guyau (1889)
- L'Avenir de la métaphysique fondée sur l'expérience (1889)
- L'Enseignement au point de vue national (1891)
- Descartes (1893)
- Tempérament et caractère (2nd ed., 1895)
- Le Mouvement positiviste et la conception sociologique du monde (1896)
- Le Mouvement idéaliste et la réaction contre la science positive (1896)
- La Psychologie du peuple français (2nd ed., 1898)
- La France au point de vue moral (1900)
- L'Esquisse psychologique des peuples européens (1903)
- Nietzsche et "l'immoralisme" (1903)
- Le Moralisme de Kant, et l'immoralisme contemporain (1905)